# Komorski franak
Komorski franak, ISO 4217: KMF je službeno sredstvo plaćanja na Komorima. Označava se simbolom FG, a dijeli se na 100 centima.
U optjecaju su kovanice od 1, 2, 5, 10, 25, 50, 100 franaka, i novčanice od 500, 1000, 2000, 5000, 10.000 franaka.